# Küriss

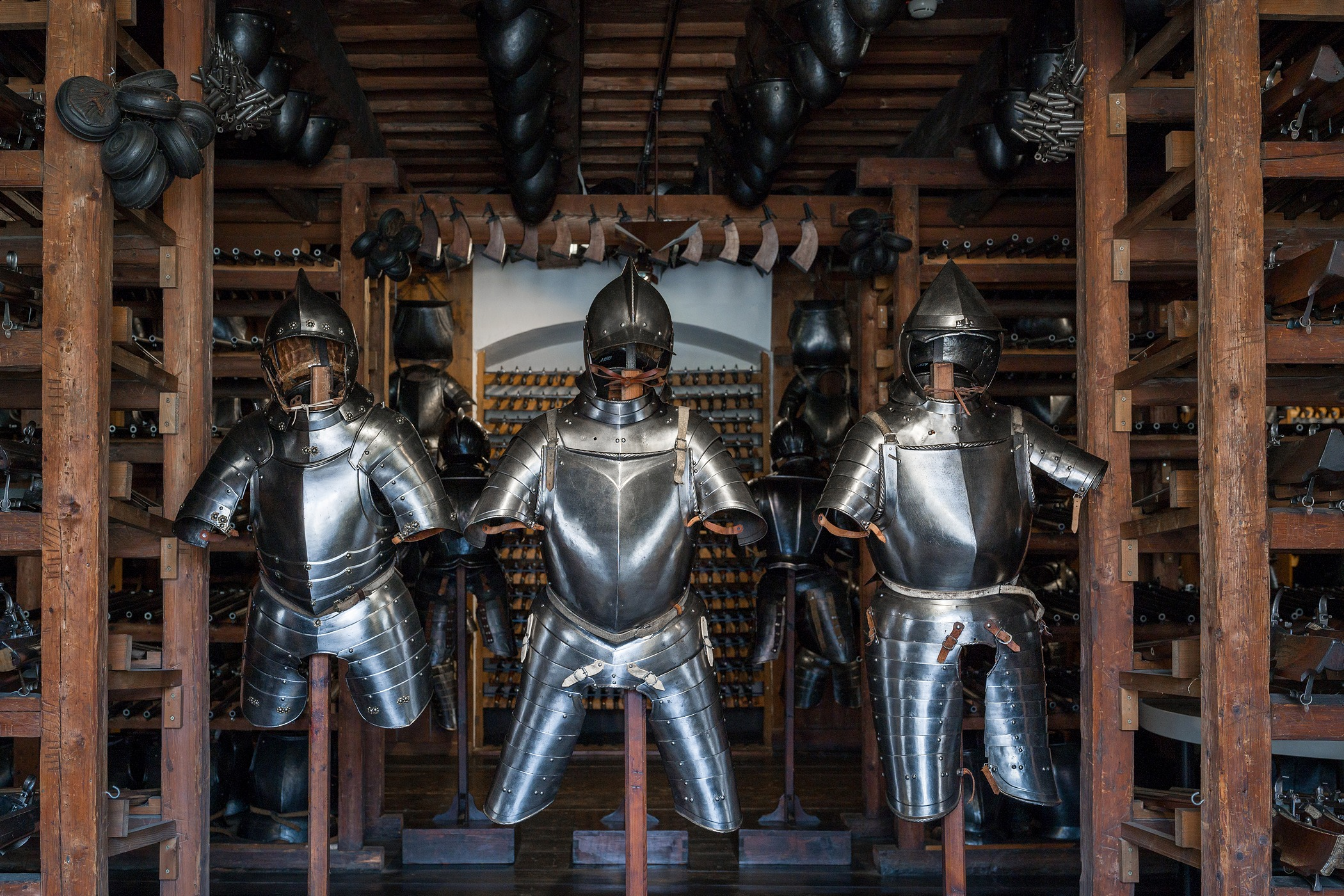
Landsknechtharnische im Landeszeughaus Graz.

Als Küriss, auch Kyriss, bezeichnete man einen vollständigen Reiterharnisch, wohingegen der Kürass nur den Brust- und Bauchbereich sowie zumeist den Rücken schützt. Der Küriss wurde nur von Reitern genutzt und zählt zur Gruppe der Halbharnische, von denen es auch Ausführungen für Fußsoldaten gab.

## Beschreibung
Genau wie der Kürass leitet sich der Küriss von dem französischen cuirasse für „Lederpanzer“ (cuir ‚Leder‘) her. Die Soldaten, die ihn trugen, nannten sich bis zum Anfang des 16. Jahrhunderts „Kyrisser“.
Die Bezeichnung „Küriss“ wurde zu Beginn des 16. Jahrhunderts üblich und bezeichnete in Abgrenzung zum „Kürass“ nicht nur den Brust- und Rückenpanzer, sondern eine komplette Plattenrüstung, wie sie in der schweren Reiterei gebräuchlich war. In der Regel trug man zu einem Küriss einen geschlossenen Helm. Ein speziell für das Turnier gefertigter Küriss wurde als „Stechküriss“ bezeichnet. Zu einem sogenannten Feldküriss trug man einen Mantelhelm oder eine geschlossene Sturmhaube. Im späten 16. Jahrhundert wurde es in der schweren Reiterei üblich, einen knielangen Küriss ohne Unterbeinzeug zu tragen.